# Bresca
|  | Per a altres significats, vegeu «Bresca (Baix Pallars)». |

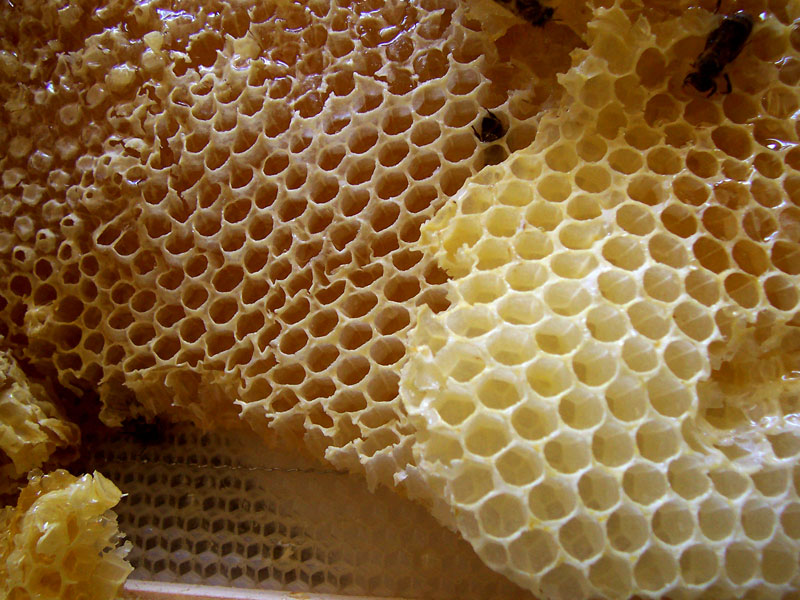
Bresca vista de prop

Una bresca és una estructura formada per cel·les de cera que comparteixen parets, construïda per les abelles mel·líferes i altres himenòpters per contenir les seves larves i acumular mel i pol·len dins del rusc.
Aquesta capacitat es deu al fet que les obreres tenen glàndules ceríferes que produeixen aquest element natural. La bresca s'usa per dipositar els seus aliments: pol·len i mel. La cel·la també és utilitzada com habitacle per a la cria d'obreres i abellots. La mida de la cel·la varia segons la necessitat de l'abella, sent d'uns 6 mm per obreres i 8 mm per abellots en el cas d'Apis mellifera. En condicions d'explotació ramadera controlades pels apicultors les abelles fabriquen les bresques sobre quadres de fusta que es disposen paral·lels dins del rusc.
Les diferents espècies del gènere Apis construeixen diferents mides de cel·la (sense base de cera estampada), adequats a les seves respectives castes, cosa que és molt útil per a distingir les espècies i les races del gènere Apis. En les abelles de niu tancat, Apis cerana i Apis mellifera les bresques són construïdes en forma transversal a l'orifici d'entrada del rusc. D'aquesta manera, les bresques anteriors a prop de l'entrada fan de barrera natural a l'entrada d'aire fred.

## Cel·les

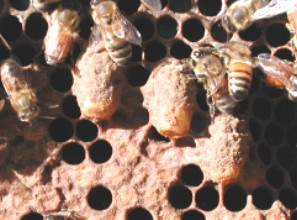
Cel·les d'abella reina

Una cel·la és cadascun dels petits compartiments de les bresques que construeixen alguns himenòpters. El niu de les abelles està format per planxes de cera dividides en cel·les hexagonals que són construïdes per les abelles obreres amb petites escames de cera mitjançant unes glàndules situades a la part inferior de l'abdomen.
Tipus de cel·les
- Cel·les reialeres: la reina neix d'unes cel·les especials, més grosses i en forma d'aglà que pengen a les vores del quadre.
- Cel·les de cria o de larva: la reina pon un ou a cadascuna de les cel·les de cera i determina el sexe que tindrà.
- Cel·les de pol·len: les abelles són atretes per l'olor i el color de les flors i mentre liben sacsegen els estams de forma que es desprèn el pol·len i se'ls enganxa a sobre, d'on el recullen amb les potes i se'l posen a la boca, que un cop barrejat amb la saliva, en fan boletes. Aquestes boletes les emmagatzemen als cistells del tercer parell de potes per dur-les fins al rusc on el dipositen en aquestes cel·les concretes. Cada abella diposita el pol·len sempre a la mateixa cel·la, això fa que les boles de pol·len siguin iguals a la mateixa cel·la i es diferenciïn de la resta.
- Cel·les de mel: les abelles mel·líferes amb el nèctar de les flors on recol·lecten, el transformen i el combinen amb substàncies pròpies del seu palp i produeixen la mel. Aquesta recol·lecció transformada la emmagatzemen i la deixen madurar a les cel·les de mel, i un cop la mel és madura, les abelles tapen les cel·les amb una capa de cera (operculen).

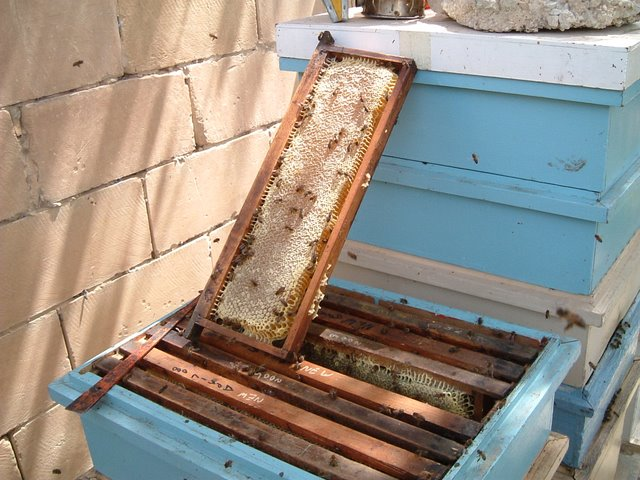
Comparació de la bresca respecte el rusc
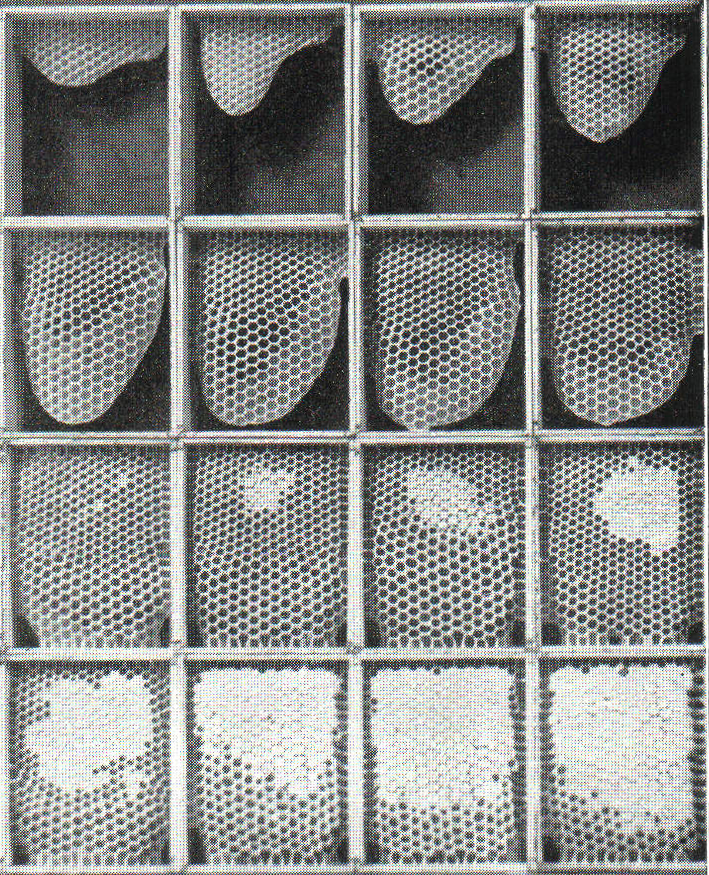
Procés de creixement de la bresca
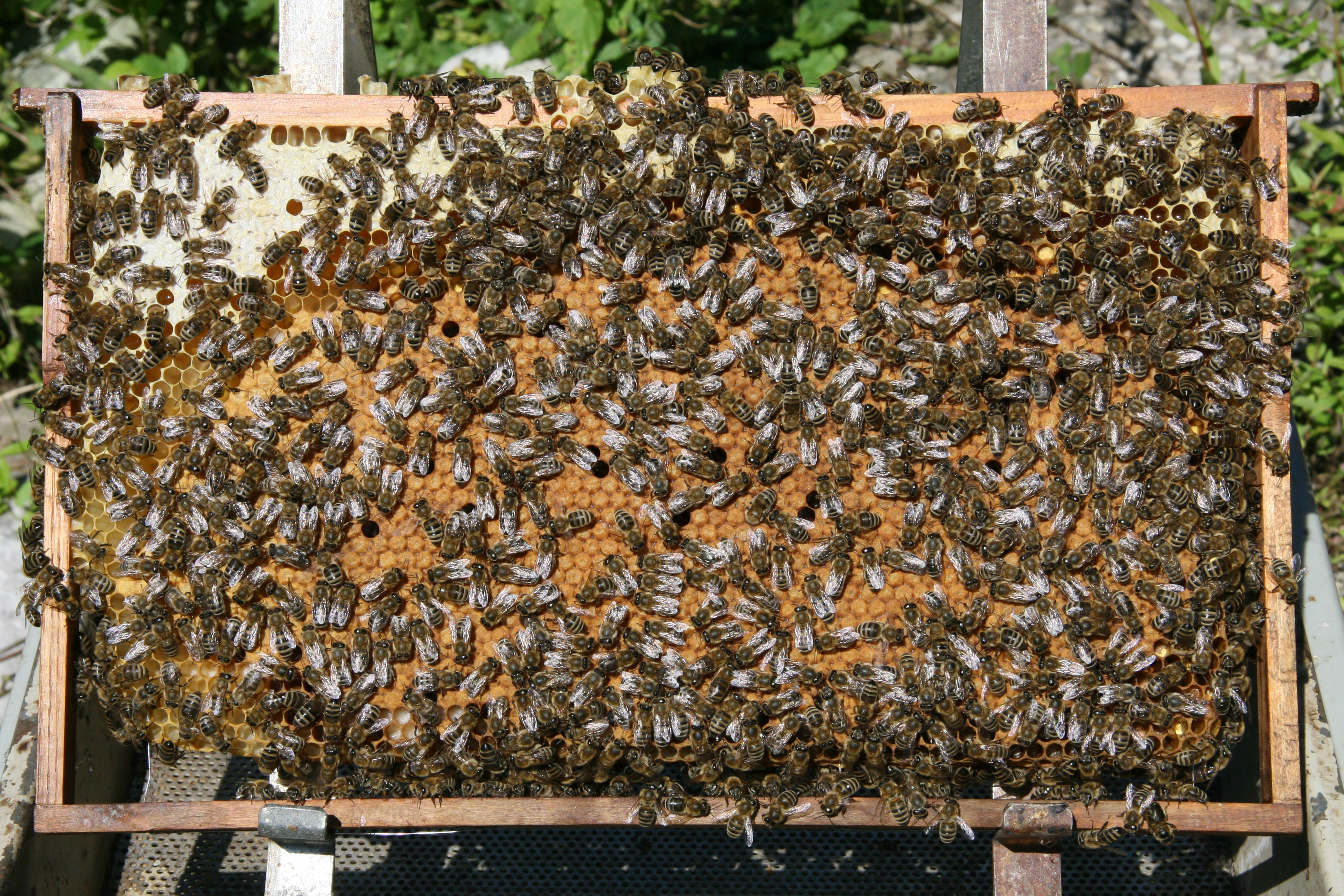
Bresca fora del rusc
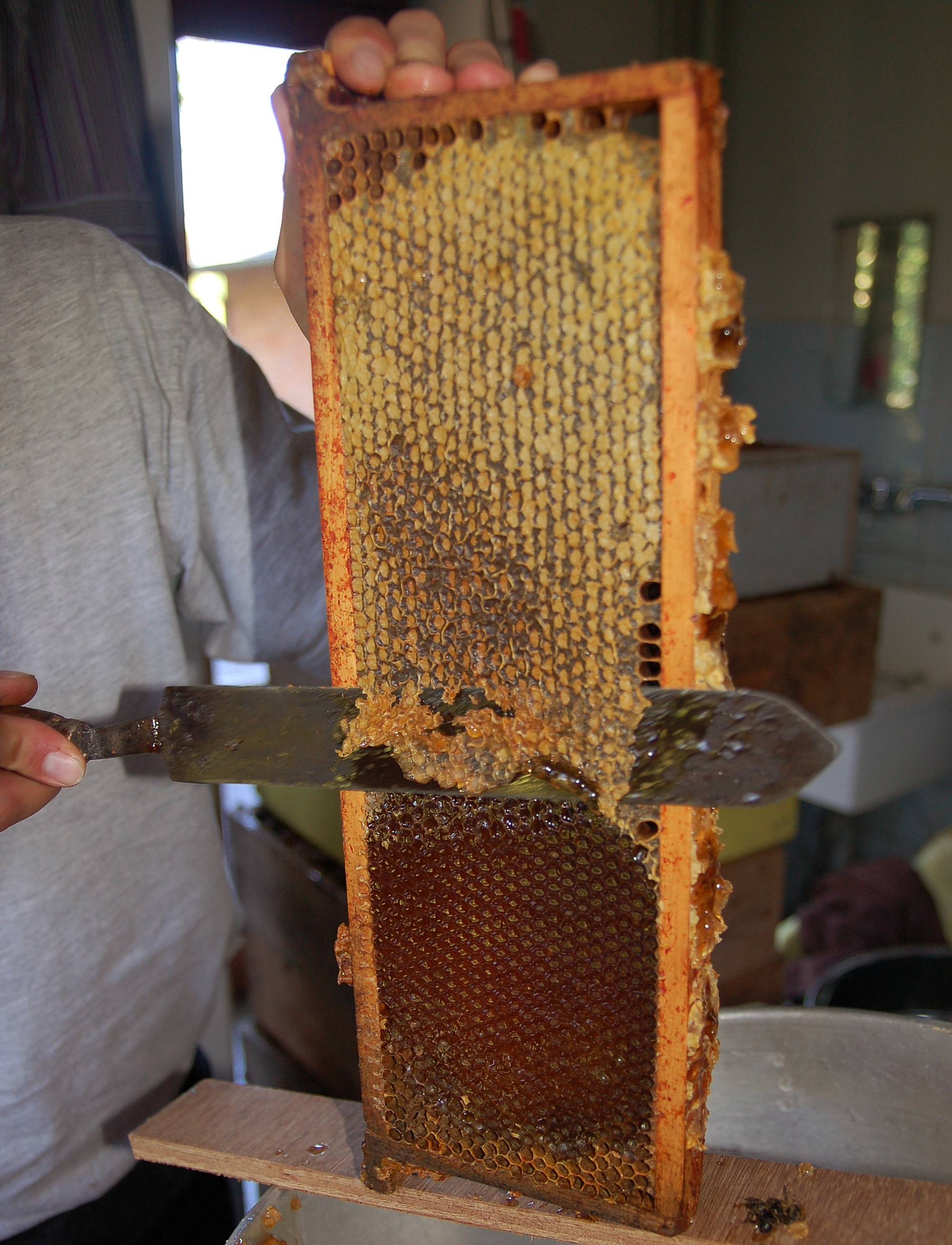
Obrint les cel·les de les bresques per separar la mel de la cera
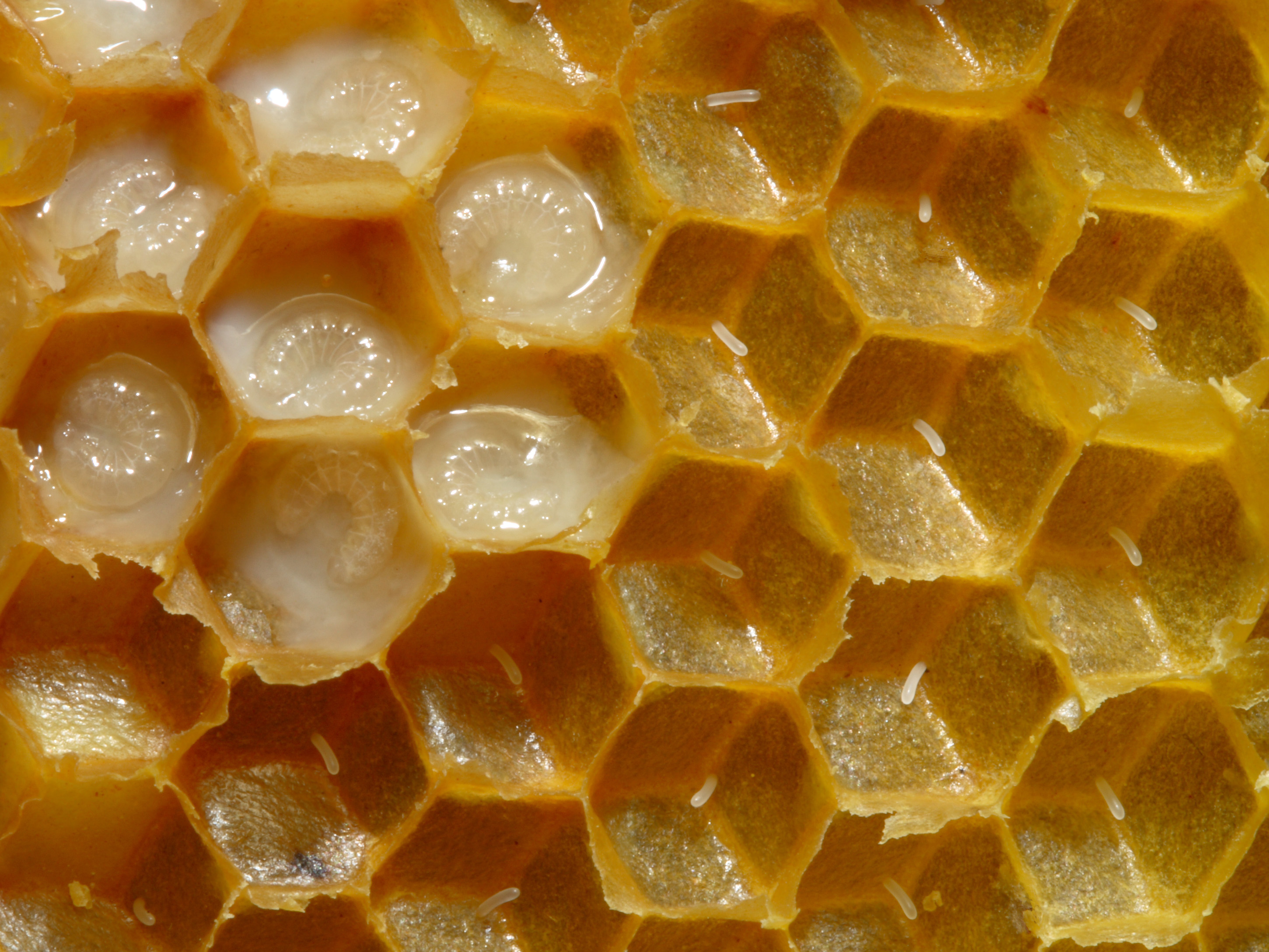
Bresca amb larves i ous